# Iridomyrmex mjobergi
Iridomyrmex mjobergi es una especie de hormiga del género Iridomyrmex, subfamilia Dolichoderinae. Fue descrita científicamente por Forel en 1915.
Se distribuye por Indonesia, Timor Oriental, Australia y Papúa Nueva Guinea. Se ha encontrado a elevaciones de hasta 833 metros. Vive en microhábitats como la vegetación, en montículos y forrajes.